# نیبلوم
نیبلوم (به آلمانی: Nieblum) یک شهر در آلمان است که در نوردفرایسلند واقع شده‌است. نیبلوم ۶۱۱ نفر جمعیت دارد.